# Chorinaeus uralensis
Chorinaeus uralensis là một loài tò vò trong họ Ichneumonidae.